# 兽面乳钉纹方鼎
兽面乳钉纹方鼎是指1974年出土于河南省郑州市张寨南街杜岭土岗窖藏出土的两尊青铜鼎，又称“杜岭方鼎”。其中较大的一尊又称“杜岭一号鼎”，现藏中国国家博物馆，较小的一尊又称“杜岭二号鼎”，现藏河南博物院。本器采用多范分铸法铸造。
文物時期為商代早期，杜岭一号鼎通高100厘米，口径62.5厘米×61厘米，重86.4公斤；杜岭二号鼎通高87厘米，口径61厘米×61厘米，重64.25公斤。